# Вражда (телесериал)
«Вражда» (англ. Feud) — американский телесериал-антология, созданный Райаном Мёрфи, Джаффе Коэном и Майклом Замом. Премьера первого сезона озаглавленного «Бетт и Джоан» состоялась 5 марта 2017 года на канале FX.
28 февраля 2017 года телеканал FX продлил сериал на второй сезон из 10 эпизодов, который получил название «Букингемский дворец». Сюжет должен был сконцентрироваться на взаимоотношениях принца Чарльза и принцессы Дианы, а премьера ожидалась в 2019 году, но в августе 2018 года было объявлено, что сценарий был забракован. В апреле 2022 года, после 5-летнего перерыва, было объявлено, что второй сезон будет называться «Капоте против лебедей» с Джоном Робином Бэйцем в качестве шоураннера и сценариста, и Гасом Ван Сентом в качестве режиссёра. Премьера состоялась 31 января 2024 года.

## Сюжет

### Бетт и Джоан
Первый сезон телесериала сосредоточен на закулисном соперничестве Джоан Кроуфорд и Бетт Дейвис, начавшемся во время съёмок их совместного фильма «Что случилось с Бэби Джейн?» в 1962 году и длившемся затем долгие годы.

### Капоте против лебедей
Второй сезон рассказывает о событиях, последовавших после публикации в 1975 году в журнале «Esquire» отрывков из неоконченного романа Трумена Капоте «Услышанные молитвы». Персонажи романа были основаны на реальных знакомых автора, так называемых «лебедях», которые были видными светскими фигурами того времени.

## В ролях

### Бетт и Джоан

#### Основной состав
- Джессика Лэнг — Джоан Кроуфорд
- Сьюзан Сарандон — Бетт Дейвис
- Джуди Дэвис — Хедда Хоппер
- Джеки Хоффман — Мамасита
- Альфред Молина — Роберт Олдрич
- Стэнли Туччи — Джек Л. Уорнер
- Элисон Райт — Полин Джеймисон

#### Специально приглашённые звёзды
- Кэтрин Зета-Джонс — Оливия де Хэвилленд
- Кэти Бэйтс — Джоан Блонделл

#### Второстепенный состав
- Кирнан Шипка — Б. Д. Хаймен[англ.]
- Доминик Бёрджесс — Виктор Буоно
- Джоэл Келли Дотен — Адам
- Молли Прайс — Харриет Фостер Олдрич
- Рид Даймонд — Питер
- Марк Вэлли — Гэри Меррилл
- Тоби Хасс — Фрэнк Синатра
- Сара Полсон — Джеральдин Пейдж
- Джаред Бриз — Майкл Дейвис

### Капоте против лебедей
- Том Холландер — Трумен Капоте
- Наоми Уоттс — Бэйб Пейли
- Дайан Лейн — Слим Кит
- Хлоя Севиньи — Си Зет Гэст
- Калиста Флокхарт — Ли Радзивилл
- Деми Мур — Энн Вудворд
- Молли Рингуолд — Джоан Карсон
- Трит Уильямс — Уильям С. Пейли
- Джо Мантелло — Джек Данфи
- Рассел Тови — Джон О’Ши

## Эпизоды

### Бетт и Джоан (2017)
| № общий | № в сезоне | Название | Режиссёр             | Автор сценария                       | Дата премьеры  | Произв. код | Зрители в США (млн) |
| ------- | ---------- | --- | -------------------- | ------------------------------------ | -------------- | ----------- | ------------------- |
| 1       | 1          | «Пилот» «Pilot» | Райан Мёрфи          | Джаффе Коэн, Майкл Зам и Райан Мёрфи | 5 марта 2017   | 1WBB01      | 2,26                |
| 2       | 2          | «Другая женщина» «The Other Woman»                                                                                  | Райан Мёрфи          | Джаффе Коэн, Майкл Зам и Тим Майнир  | 12 марта 2017  | 1WBB02      | 1,32                |
| 3       | 3          | «Дорогая мамочка» «Mommie Dearest»                                                                                  | Гвинет Хордер-Пэйтон | Тим Майнир                           | 19 марта 2017  | 1WBB03      | 1,08                |
| 4       | 4          | «Более или менее» «More, or Less»                                                                                   | Лиза Джонсон         | Джина Уэлч и Тим Майнир              | 26 марта 2017  | 1WBB04      | 1,21                |
| 5       | 5          | «И побеждает... (Оскар 1963)» «And the Winner is... (The Oscars of 1963)»                                           | Райан Мёрфи          | Райан Мёрфи                          | 2 апреля 2017  | 1WBB05      | 1,36                |
| 6       | 6          | «Геронтологический триллер» «Hagsploitation»                                                                        | Тим Майнир           | Тим Майнир и Джина Уэлч              | 9 апреля 2017  | 1WBB06      | 1,06                |
| 7       | 7          | «Покинутая!» «Abandoned!»                                                                                           | Хелен Хант           | Джаффе Коэн и Майкл Зам              | 16 апреля 2017 | 1WBB07      | 1,31                |
| 8       | 8          | «Ты хочешь сказать, что всё это время мы могли быть друзьями?» «You Mean All This Time We Could Have Been Friends?» | Гвинет Хордер-Пэйтон | Джина Уэлч                           | 23 апреля 2017 | 1WBB08      | 1,30                |

### Капоте против лебедей (2024)
| № общий | № в сезоне | Название                                                                            | Режиссёр     | Автор сценария  | Дата премьеры   | Произв. код | Зрители в США (млн) |
| ------- | ---------- | ----------------------------------------------------------------------------------- | ------------ | --------------- | --------------- | ----------- | ------------------- |
| 9       | 1          | «Pilot» «Пилотная серия»                                                            | Гас Ван Сент | Джон Робин Бэйц | 31 января 2024  | TBA         | TBA                 |
| 10      | 2          | «Ice Water in Their Veins» «Ледяная вода в их жилах»                                | Гас Ван Сент | Джон Робин Бэйц | 31 января 2024  | TBA         | TBA                 |
| 11      | 3          | «Masquerade 1966» «Маскарад 1966 года»                                              | Гас Ван Сент | Джон Робин Бэйц | 7 февраля 2024  | TBA         | TBA                 |
| 12      | 4          | «It's Impossible» «Это невозможно»                                                  | Гас Ван Сент | Джон Робин Бэйц | 14 февраля 2024 | TBA         | TBA                 |
| 13      | 5          | «The Secret Inner Lives of Swans» «Тайная внутренняя жизнь лебедей»                 | Гас Ван Сент | Джон Робин Бэйц | 21 февраля 2024 | TBA         | TBA                 |
| 14      | 6          | «Hats, Gloves and Effete Homosexuals» «Шляпы, перчатки и эффектные гомосексуалисты» | Гас Ван Сент | Джон Робин Бэйц | 28 февраля 2024 | TBA         | TBA                 |
| 15      | 7          | «Beautiful Babes» «Красивые малышки»                                                | Гас Ван Сент | Джон Робин Бэйц | 6 марта 2024    | TBA         | TBA                 |
| 16      | 8          | «Phantasm Forgiveness» «Призрачное прощение»                                        | Гас Ван Сент | Джон Робин Бэйц | 13 марта 2024   | TBA         | TBA                 |

## Производство
Сериал Райана Мёрфи был официально заказан телеканалом FX 5 мая 2016 года; в тот же день было объявлено, что главные роли сыграют Джессика Лэнг и Сьюзан Сарандон. Альфред Молина, Стэнли Туччи, Джуди Дэвис и Доминик Бёрджесс получили роли Роберта Олдрича, Джека Уорнера, Хедды Хоппер и Виктора Буоно соответственно. В августе 2016 года Кэтрин Зета-Джонс и Сара Полсон присоединились к актёрскому составу в ролях Оливии де Хэвилленд и Джеральдин Пейдж соответственно. В сентябре 2016 года стало известно, что исполнительный продюсер «Американской истории ужасов» Тим Майнир стал сошоураннером сериала вместе с Мёрфи. Джеки Хоффман получила роль Мамаситы, домработницы Кроуфорд. В ноябре 2016 года стало известно, что Молли Прайс, Кэти Бэйтс и Элисон Райт получили роли Харриет Фостер, Джоан Блонделл и Полин Джеймисон соответственно. В январе 2017 года было объявлено, что Кирнан Шипка сыграет роль Б. Д. Хаймен, дочери Дейвис.

## Награды и номинации
- 2017 — две прайм-таймовые премии «Эмми» за лучший грим для ограниченного сериала или телефильма и за лучшие причёски для ограниченного сериала или телефильма, а также 16 номинаций: лучший ограниченный сериал, лучшая режиссура телефильма или ограниченного сериала (Райан Мёрфи за эпизод «And the Winner Is... (The Oscars of 1963)»), лучший сценарий телефильма или ограниченного сериала (Райан Мёрфи за эпизод «And the Winner Is... (The Oscars of 1963)»; Райан Мёрфи, Джаффе Коэн и Майкл Зам за пилотный эпизод), лучшая актриса в телефильме или ограниченном сериале (Джессика Лэнг и Сьюзан Сарандон), лучший актёр второго плана в телефильме или ограниченном сериале (Альфред Молина и Стэнли Туччи), лучшая актриса второго плана в телефильме или ограниченном сериале (Джуди Дэвис и Джеки Хоффман), лучший дизайн титров, лучшая музыка для заставки (Мак Куэйл), лучшая работа художника-постановщика для повествовательной исторической программы (Джуди Беккер, Джейми Уокер Макколл, Флоренсия Мартин), лучший кастинг для ограниченного сериала или телефильма (Роберт Ульрих, Эрик Доусон), лучшая музыка для ограниченного сериала или телефильма (Мак Куэйл за пилотный эпизод), лучшие исторические или фэнтезийные костюмы для ограниченного сериала или телефильма (Лу Эйрих за эпизод «And the Winner Is... (The Oscars of 1963)»).
- 2018 — 4 номинации на премию «Золотой глобус»: лучший ограниченный сериал или телефильм, лучшая актриса в телефильме или ограниченном сериале (Джессика Лэнг и Сьюзан Сарандон), лучший актёр второго плана в телефильме, сериале или ограниченном сериале (Альфред Молина).
- 2018 — две номинации на премию Гильдии киноактёров США за лучшую женскую роль в телефильме или ограниченном сериале (Джессика Лэнг и Сьюзан Сарандон).
- 2018 — 5 номинаций на премию «Спутник»: лучший мини-сериал, лучшая актриса в телефильме или мини-сериале (Джессика Лэнг и Сьюзан Сарандон), лучший актёр второго плана в телефильме, сериале или мини-сериале (Стэнли Туччи), лучшая актриса второго плана в телефильме, сериале или мини-сериале (Джуди Дэвис).
- 2018 — номинация на премию BAFTA TV за лучший международный сериал.
- 2018 — 6 номинаций на премию «Выбор критиков»: лучший ограниченный сериал, лучшая актриса в телефильме или ограниченном сериале (Джессика Лэнг), лучший актёр второго плана в телефильме или ограниченном сериале (Альфред Молина и Стэнли Туччи), лучшая актриса второго плана в телефильме или ограниченном сериале (Джуди Дэвис и Джеки Хоффман).
- 2018 — номинация на премию Гильдии сценаристов США в категории «Оригинальная длинная форма».
- 2018 — телепрограмма года по версии Американского института кино.
- 2024 — прайм-таймовая премия «Эмми» за лучшие исторические костюмы для ограниченного сериала или телефильма (за пилотный эпизод), а также 9 номинаций: лучшая режиссура телефильма или ограниченного сериала (Гас Ван Сент за пилотный эпизод и сезон в целом), лучший актёр в телефильме или ограниченном сериале (Том Холландер), лучшая актриса в телефильме или ограниченном сериале (Наоми Уоттс), лучший актёр второго плана в телефильме или ограниченном сериале (Трит Уильямс), лучшая актриса второго плана в телефильме или ограниченном сериале (Дайан Лейн), лучшая музыка для заставки (Томас Ньюман), лучший кастинг для ограниченного сериала или телефильма (Алекса Фогель), лучший исторический или фантастический грим, лучшие исторические или фантастические причёски.
- 2025 — номинация на премию «Золотой глобус» за лучшую женскую роль в телефильме или ограниченном сериале (Наоми Уоттс).
- 2025 — две премии «Спутник» за лучшую женскую роль второго плана в телефильме, сериале или мини-сериале и за актёрский ансамбль, а также 3 номинации: лучший мини-сериал или телефильм, лучший актёр в телефильме или мини-сериале (Том Холландер), лучшая актриса в телефильме или мини-сериале (Наоми Уоттс).
- 2025 — 3 номинации на премию «Выбор критиков»: лучший актёр в телефильме или ограниченном сериале (Том Холландер), лучшая актриса в телефильме или ограниченном сериале (Наоми Уоттс), лучший актёр второго плана в телефильме или ограниченном сериале (Трит Уильямс).